# Myriotrema deceptum
Myriotrema deceptum är en lavart som först beskrevs av Hale, och fick sitt nu gällande namn av Hale 1980. Myriotrema deceptum ingår i släktet Myriotrema och familjen Thelotremataceae.   Inga underarter finns listade i Catalogue of Life.